# Гульстранд (лунный кратер)
Кратер Гульстранд (лат. Gullstrand) — крупный ударный кратер в северном полушарии обратной стороны Луны. Название присвоено в честь шведского офтальмолога Альвара Гульстранда (1862—1930) и утверждено Международным астрономическим союзом в 1970 г. Образование кратера относится к раннеимбрийскому периоду.

## Описание кратера

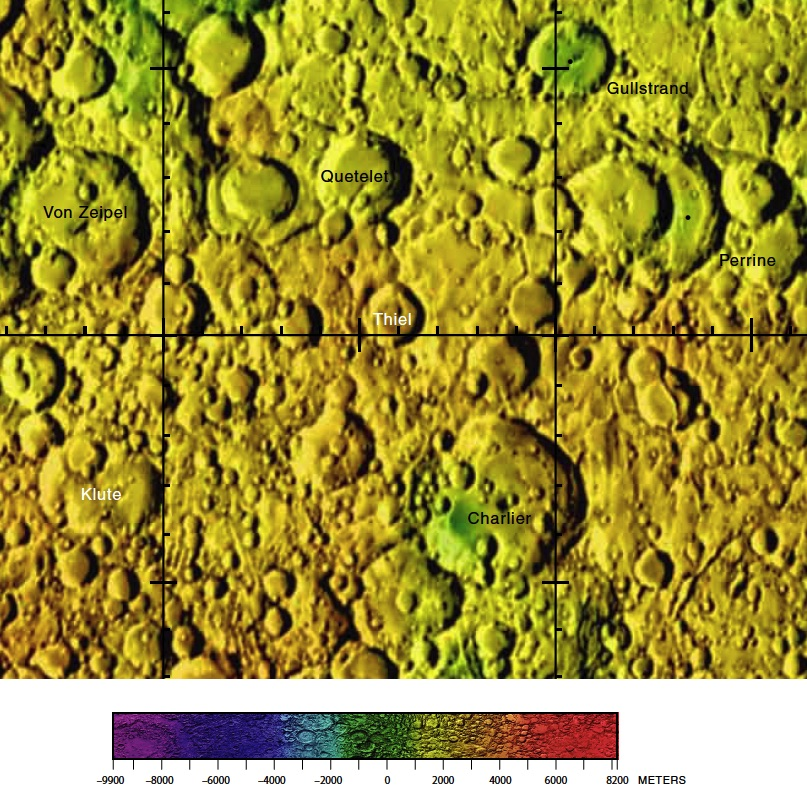
Окрестности кратера Гульстранд. Фрагмент карты обратной стороны Луны.

Ближайшими соседями кратера являются кратер Шлезингер на северо-западе, кратер Крамерс на севере, кратеры Вебер и Сартон на северо-востоке, кратеры Вуд и Ландау на востоке-юго-востоке, кратер Перрайн на юго-востоке, кратеры Кетле и Тиль на юго-западе. Селенографические координаты центра кратера 44°57′ с. ш. 129°40′ з. д. / 44,95° с. ш. 129,67° з. д., диаметр 45,1 км, глубина 2,24 км.
Кратер имеет полигоналную форму, его вал умеренно разрушен. Юго-западная часть вала перекрыта тремя небольшими кратерами. К восточной части вала примыкает кратер удлиненной формы. Высота вала над окружающей местностью составляет 1060 м, объем кратера составляет приблизительно 1400 км³. Дно чаши кратера сравнительно ровное, без приметных структур, в центре чаши расположен хребет с возвышением 990 м.

## Сателлитные кратеры

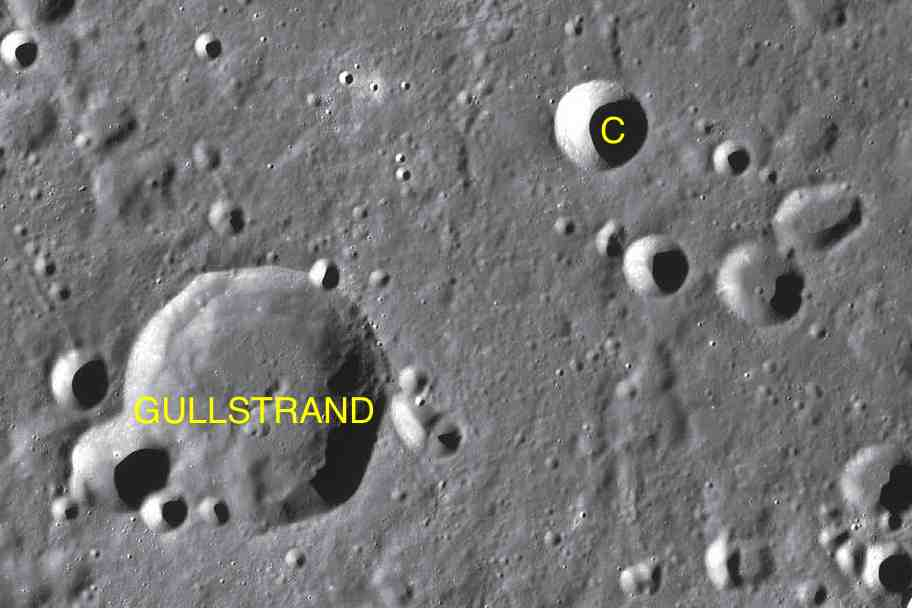
Фрагмент карты LAC-35.

| Гульстранд | Координаты                                             | Диаметр, км |
| ---------- | ------------------------------------------------------ | ----------- |
| C          | 46°34′ с. ш. 127°06′ з. д. / 46,57° с. ш. 127,1° з. д. | 15,6        |